# ماريو إلياس جيفارا
ماريو إلياس جيفارا (بالإسبانية: Mario Elias Guevara)‏ (1 مارس 1971 في السلفادور - ) هو لاعب كرة قدم سلفادوري في مركز الدفاع. شارك مع منتخب السلفادور لكرة القدم. أما مع النوادي، فقد لعب مع نادي أليانزا ‏ وأونسي مونيسيبال ‏ وC.D. Sonsonate ‏.

## وصلات خارجية
- ماريو إلياس جيفارا على موقع الاتحاد الدولي (مؤرشف)  (الإنجليزية)
- ماريو إلياس جيفارا على موقع قاعدة بيانات كرة القدم.إي يو (الإنجليزية)
- ماريو إلياس جيفارا على موقع ناشيونال فوتبول تيمز (الإنجليزية)